# Силистренски еялет
Османският Силистренски вилает (на турски: Silistre Eyaleti) е голяма провинция (и вилает) на Османската империя, наричана понякога и Провинция Ози (на турски: Özi Eyaleti). Разполагала се е по крайбрежието на Черно море и южната част на река Дунав (близо до неговото вливане в Черно море). Съществува от 1593 до 1864 г. Център на еялета била Силистра, както предходно на Паристрион.

## История
Вилает Силистра включвал североизточната част на днешна България, както и територии от други 4 съвременни държави: Северна Добруджа от Румъния, а също региони от Украйна и Молдова – Буджак (Южна Бесарабия до Бендери) и Едисан (Южно Приднестровие от Одеса до Балта), или почти целия владян от османците черноморски бряг между Истанбул и Кримското ханство, включително всички брегови градове между Варна и Очаков.
Център на управлението била Силистра – най-важната османска крепост на Дунав и процъфтяващ град под османско управление. Българските градове Силистра, Русчук (Русе), Шумен и Варна образували силен крепостен четириъгълник.
През 1388 или 1393/1416 г. се образува санджак първо от завладяното българско княжество Каварна (Деспотство Добруджа), който е разширен с днешните български области Силистра и Добрич. Към него османците придават анклав с Гюргево и Браила (Влашко).
През 1599 г. провинцията е разширена с Добруджа, Буджак, Бургас и е превърната на вилает с кримскотатарски управител.
Всъщност Санджак Силистра е включен във вилает Ози (Özü, Очаков), образуван против руско-украинските или полски казаци. Общо турците, татарите и ногайците са известно време в мюсюлманско множество, сравнено с православните християни – българи, румънци и руснаци.
През 17 век вилаетът е разширен, като е включвал в своя състав градовете Адрианопол, Пловдив и Видин, т.е. територията на някогашния диоцез Тракия. През 1812 г. към Русия отишли Едисан и Буджак.
По времето на административната реформа 1864 г. вилает Силистра бил преобразуван в Дунавски вилает.
Към края на 19 – началото на 20 век територията на вилаета била разделена между България, Румъния, Руската империя.